# BMW i3
BMW i3 este un hatchback din segmentul B, cu acoperiș înalt, produs și comercializat de BMW, cu un grup motopropulsor electric care utilizează tracțiunea spate printr-o transmisie cu o singură viteză și un pachet de baterii litiu-ion sub podea, dar și un motor pe benzină opțional care extinde autonomia. i3 a fost primul vehicul cu emisii zero produs în serie de BMW și a fost lansat ca parte a sub-brandului BMW i de vehicule electrice al BMW.